# Henning Kreitel

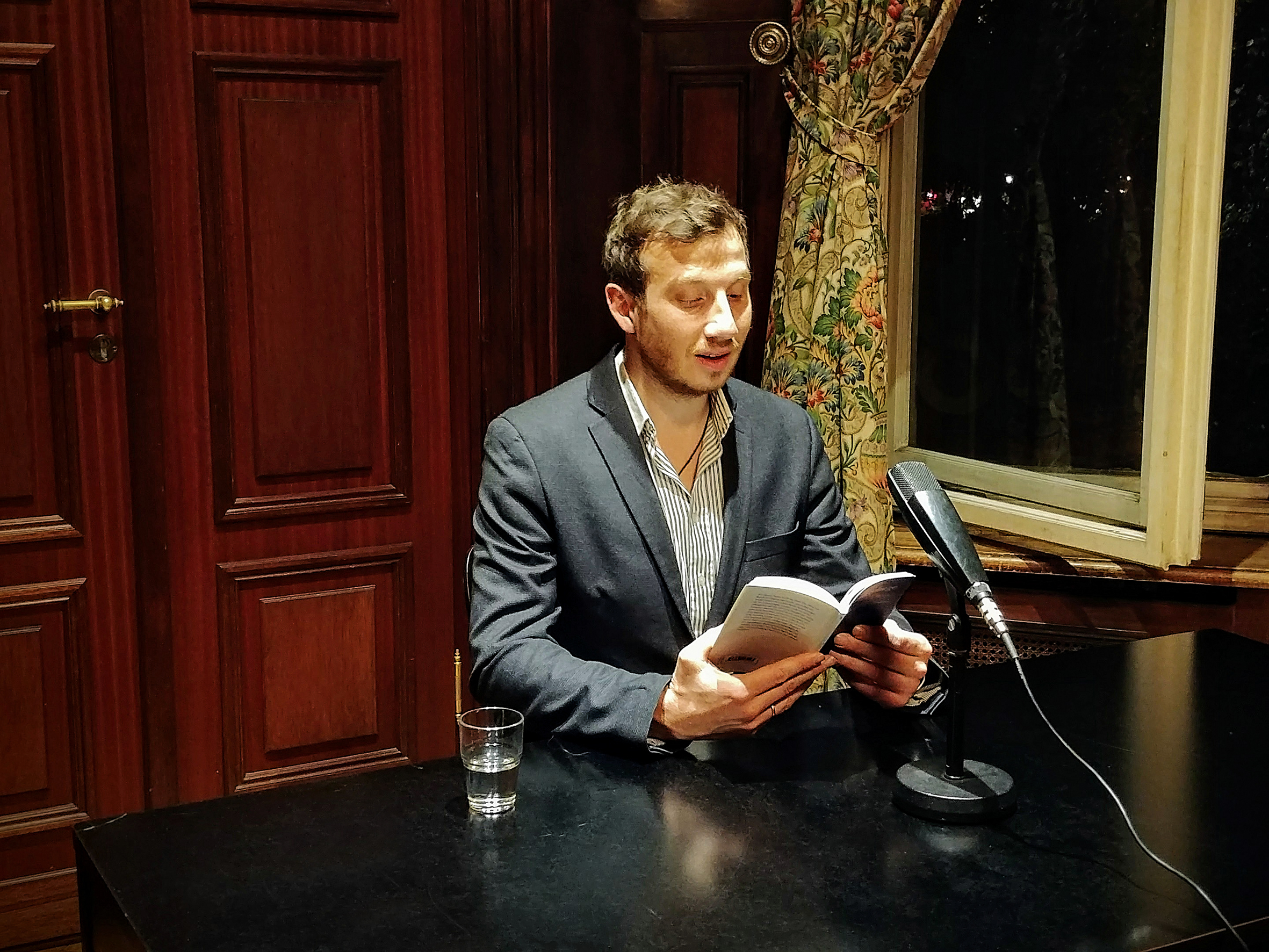
Henning Kreitel, Lesung im Literaturhaus Berlin (30. Oktober 2020)

Henning Kreitel (* 14. September 1982 in Weimar) ist ein deutscher Schriftsteller und Fotograf, der in Berlin lebt.

## Leben
Henning Kreitel wuchs in Bad Berka auf. Er leistete seinen Grundwehrdienst beim Jägerlehrbataillon in Hammelburg ab. Von 2002 bis 2005 absolvierte er eine Ausbildung zum Bankkaufmann in München. Er studierte Kommunikationsdesign mit Schwerpunkt Fotografie an der Staatlichen Akademie der Bildenden Künste Stuttgart von 2007 bis 2014. Zu seinen Professoren zählten Hans-Georg Pospischil, Alfred Seiland und Niklaus Troxler. Seit 2012 entstanden erste literarische Texte, angeregt durch Seminare am Studio Literatur und Theater der Universität Tübingen. Während eines Austauschsemesters an der Kunstakademie Islands entstand eine fotografische Serie Nightlight, welche 2014 im Reykjavík Museum of Photography ausgestellt wurde. Er schloss 2014 sein Studium mit einer Arbeit über Berliner Kleingartenanlagen ab. Seit 2014 ist Kreitel freiberuflich als Schriftsteller und Fotograf in Berlin tätig.
Anstoß für eine Wanderausstellung war die Arbeit an dem Buch Gespaltene Welt. Schauplätze der Reformation. Er hat über 80 Reformationsorte in Deutschland besucht, „wirkliche und konstruierte, prominente und weniger bekannte, und sich ein eigenes Bild gemacht“. Ziel war es, „die fortdauernde Präsenz – und damit die Aktualität – dieser Orte durch Bildkompositionen einzufangen, die eine atmosphärische Annäherung an die Reformationsstätten und ihre heutige Umgebung ermöglichen“. Die Ausstellung wurde u. a. im Museum Luthers Sterbehaus in Eisleben, im Panorama-Museum in Bad Frankenhausen, in der Schlosskirche Wittenberg und im Herzoglichen Museum Gotha gezeigt. Die Stadt Wittenberg besitzt zwei Bilder in ihrer Sammlung, „einen Blick auf den Marktplatz und einen in die Schlosskirche hinein“. Dies und eine Doppelausstellung im Alten Rathaus und in der Schlosskirche war Anlass, ihm eine Urkunde des Wittenberger Oberbürgermeisters zu überreichen.
Er ist berufenes Mitglied der Deutschen Gesellschaft für Photographie und Mitglied im Verband deutscher Schriftstellerinnen und Schriftsteller (VS) und Fellow der Royal Society of Arts. Am 15. Juni 2022 wurde er zum Vorsitzenden des Berliner Landesverbandes (VS Berlin) innerhalb des Verbandes deutscher Schriftstellerinnen und Schriftsteller gewählt.
2022 war er Mitglied der Jury für den ver.di-Literaturpreis Berlin-Brandenburg 2021, welcher an Till Sailer vergeben wurde. Im Oktober 2022 wurde er in das PEN-Zentrum Deutschland aufgenommen.
Kreitel präsentiert regelmäßig Fotoausstellungen, so u. a. die Ausstellung (T)RAUM und WIRKLICHKEIT mit Fotografien aus Magdeburg. Diese sind Teil des Reiseführers Magdeburgs Mitte: Ein Spaziergang vom Dom bis an die Elbe von Christian Antz.

## Veröffentlichungen
- Keine Nüsse mehr für Emilie Eichhorn. Kinderbuch. Bübül Verlag, Berlin 2023, ISBN 978-3-946807-77-3.
- im stadtgehege. Gedichte, mit 13 Cyanotypien des Autors und einem Vorwort von Frank Eckardt. Mitteldeutscher Verlag, Halle 2020, ISBN 978-3-96311312-3.
- warten auf erneut. Gedichte. Mit 16 Fotografien des Autors. Mitteldeutscher Verlag, Halle 2017, ISBN 978-3-95462923-7.
- Der Mord an der Mühle. Barthels erster Fall. Mitteldeutscher Verlag, Halle 2024, ISBN 978-3-96311-888-3.

Anthologien
- Lyrik AG des VS Berlin (Hg.): Ihre Papiere bitte! Gedichte zur Zeit. Hirnkost Verlag, Berlin 2020, ISBN 978-3-948675-06-6.
- Almut Armélin, Ulrich Grasnick (Hg.): Abwerfen der Last, die uns hindert am Gehen. Ulrich-Grasnick-Lyrikpreis 2019. Quintus Verlag, Berlin 2020, ISBN 978-3-947215-95-9.
- Almut Armélin, Ulrich Grasnick (Hg.): Im Auge des Dichters. Ulrich-Grasnick-Lyrikpreis 2018. Quintus Verlag, Berlin 2019, ISBN 978-3-947215-64-5.

### Veröffentlichungen als Fotograf
- Magdeburgs Mitte. Ein Spaziergang vom Dom bis an die Elbe. Mit Christian Antz. Mitteldeutscher Verlag, Halle 2022, ISBN 978-3-96311-626-1.
- Kuchenoasen. Berliner Café-KulTour. Mit Jörg Bremer und Arthur-Iren Martini. Mitteldeutscher Verlag, Halle 2021, ISBN 978-3-96311-390-1.
- Noch'n Bier? Berliner Kneipen in Charlottenburg, Wilmersdorf, Schöneberg, Friedenau, Kreuzberg und Neukölln. Mit Robert von Lucius. Mitteldeutscher Verlag, Halle 2017, ISBN 978-3-95462882-7.
- Reformation revisited. Trips to Luther Country. Mit Günter Kowa. Mitteldeutscher Verlag, Halle 2017, ISBN 978-3-95462924-4.
- Gespaltene Welt. Schauplätze der Reformation. Mit Günter Kowa. Mitteldeutscher Verlag, Halle 2016, ISBN 978-3-95462718-9.
- Uff’n Bier? Alte Berliner Kneipen in Mitte, Tiergarten, Moabit, Friedrichshain, Prenzlauer Berg und Wedding. Mit Hanne Walter. Mitteldeutscher Verlag, Halle 2015, ISBN 978-3-95462525-3.
- Die im Dunkeln sieht man doch. Stuttgart bei Nacht. Ein Porträt. Mit Hans-Georg Pospischil (Hg.), Christoph Binder, Marcel Diemer, Anja Wasserbäch (Text), Sven Weber. Theiss Verlag, Stuttgart 2012, ISBN 978-3-80622530-3.